# Archeologia preventiva

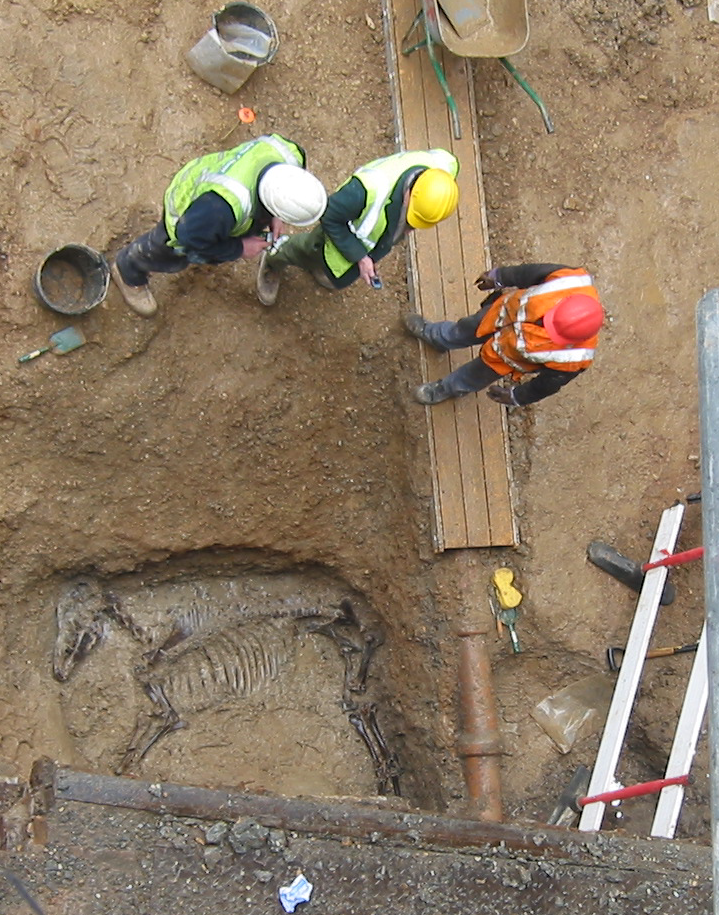
Sepoltura di un cavallo (di epoca romana) nel cuore di Londra (2006)

L'archeologia preventiva è quell'attività di ricerca specializzata che si effettua con interventi, in aree sensibili, che comportano sondaggi diagnostici del terreno propedeutici ai progetti o ai lavori, scavi veri e propri, misure di salvaguardia, allo scopo di preservare e studiare elementi significativi del patrimonio archeologico minacciati da lavori in corso.

## Scavi di emergenza
In tale campo, un ruolo di particolare rilievo rivestono i cosiddetti scavi di emergenza (o scavi preventivi), vale a dire gli interventi di ricerca archeologica messi in atto in quelle situazioni non programmate che si verificano in conseguenza dell'inatteso rinvenimento di oggetti e manufatti di interesse archeologico durante l'esecuzione di lavori, pubblici o privati, che comportano sbancamenti o escavazioni.
Gli scavi di emergenza rivestono una notevole importanza per i progressi dell'archeologia, in quanto permettono di accedere a conoscenze archeologiche che, altrimenti, sarebbero sfuggite all'indagine scientifica: esempi di queste situazioni sono le scoperte inaspettate verificatesi durante lo scavo di tunnel e vani sotterranei per linee metropolitane in contesti, sbancamento per la costruzione di fondazioni di edifici, rifacimenti di sedi stradali, spesso in contesti di archeologia urbana.

## Esempi
Notevoli sono gli esempi di scoperte d'emergenza durante i lavori di costruzione della Metropolitana di Londra, nell'Ottocento, quelli della Metropolitana di Roma, nel Novecento, e della Metropolitana di Atene, nel XXI secolo.
Tra gli esempi di sondaggi e scavi nel campo dell'archeologia preventiva, in Italia, vi sono i profondi e sistematici interventi che hanno preceduto i progetti per la realizzazione dell'Alta Velocità e i relativi lavori.